# Parmenio Adams
Parmenio Adams (* 9. September 1776 in Hartford, Connecticut; † 19. Februar 1832 in Alexander, New York) war ein US-amerikanischer Politiker. Zwischen 1824 und 1827 vertrat er den Bundesstaat New York im US-Repräsentantenhaus.

## Werdegang
Parmenio Adams besuchte die öffentlichen Schulen seiner Heimat. Im Jahr 1806 zog er nach Phelps Corner, dem heutigen Attica im Staat New York. Zwischen 1806 und 1816 gehörte er der Staatsmiliz an, in der er bis zum Major aufstieg. Er nahm auch am Britisch-Amerikanischen Krieg von 1812 teil. In den Jahren 1815 und 1816 sowie nochmals von 1818 bis 1821 war er Sheriff im Genesee County. Außerdem arbeitete er in der Landwirtschaft, wo er unter anderem eine Getreidemühle betrieb. Er war auch als Bauunternehmer am Bau des Eriekanals beteiligt.
Politisch war Adams Mitglied der Demokratisch-Republikanischen Partei. In den 1820er Jahren schloss er sich der Bewegung gegen den späteren Präsidenten Andrew Jackson an und wurde Mitglied der kurzlebigen National Republican Party. Dabei unterstützte er den seit 1825 amtierenden Präsidenten John Quincy Adams. Bei den Kongresswahlen des Jahres 1822 verlor er gegen Isaac Wilson. Adams legte aber gegen den Ausgang der Wahl Widerspruch ein. Als diesem stattgegeben wurde, durfte er am 7. Januar 1824 sein Mandat im Kongress antreten. Nach einer Wiederwahl konnte er es bis zum 3. März 1827 ausüben.
Nach dem Ende seiner Zeit im US-Repräsentantenhaus zog sich Parmenio Adams aus der Politik zurück und widmete sich wieder seinen privaten Angelegenheiten. Er starb am 19. Februar 1832 in Alexander.